# Gorkha
Gorkha (Nepali भरतपुर) ist eine Stadt (Munizipalität) in Nepal im Distrikt Gorkha und liegt auf einer Höhe von 1070 m. Die alte Königsstadt liegt im Zentrum Nepals. Sie gehört zu den beliebtesten Tourismuszielen von Nepal.
Von 1996 bis 2009 hieß die Stadt Gorkha Prithvinarayan bzw. Prithbhinarayan, benannt nach dem König Prithvi Narayan Shah, der in Gorkha geboren wurde und als Gründer des Staates Nepal gilt. Nach Abschaffung der Monarchie wurde der Name geändert.
2014 wurden die benachbarten Village Development Committees (VDCs) Finam und Nareshwar eingemeindet.
Das Stadtgebiet umfasst nun 85,8 km².

## Einwohner
Bei der Volkszählung 2011 hatte Gorkha (einschließlich Finam und Nareshwar) 39.262 Einwohner (davon 17.585 männlich) in 10.585 Haushalten.

## Sehenswürdigkeiten in Gorkha und in der Umgebung
- Der alte Königspalast Gorkha Durbar gilt als Hauptattraktion der Stadt. Er liegt auf einer Anhöhe, etwa 1000 Meter über dem Meeresspiegel.[6]
- Gorkha Bazaar, der traditionelle Straßenmarkt in Gorkha.
- Gorakhanath Cave, der Höhlentempel, der nur etwa 10 Höhenmeter unter dem Königspalast Gorkha Durbar liegt, gilt als eines der größten Heiligtümer des Landes.
- Der Manakamana-Tempel in Manakamana, 12 km südlich von Gorkha, ist der Göttin Durga gewidmet und ist eine beliebte Pilgerstätte mit rund 3000 Besuchern täglich. Zum Tempel führt vom Flussufer der Trishuli eine Seilbahn.[7]
- Der Manaslu in der Nähe von Gorkha ist mit 8163 Metern der achthöchste Berg der Erde. Trekkingtouren um das Manaslu-Massiv auf dem Manaslu-Rundweg beginnen in der Regel in Gorkha.

## Erdbeben in Nepal 2015
Durch das Erdbeben in Nepal am 25. April 2015, dessen Epizentrum nur rund 18 Kilometer nordnordwestlich von Gorkha lag, wurde unter anderem der Manakamana-Tempel zerstört, der 11 Kilometer südwestlich von Gorkha liegt.